# Xoài Kensington Pride
Xoài Kensington Pride là tên một giống xoài thương mại có nguồn gốc từ Úc. Đôi khi nó được gọi là KP, Bowen hoặc Bowen special. Đây là giống xoài phổ biến nhất của Úc, chiếm khoảng 80% cây xoài trồng ở nước này. Quả được coi là có hương vị và mùi thơm đặc biệt khi so sánh với các giống xoài được lai tạo ở Florida được trồng bởi hầu hết các nước xuất khẩu xoài.
Ở Úc, xoài Kensington Pride thương mại phát triển chủ yếu ở Lãnh thổ phía Bắc và khu vực miền bắc và miền trung Queensland, cho ra quả sớm (tháng 9 - tháng 11) và cuối mùa (tháng 12 - tháng 1). Một số trái cây cuối mùa là từ vùng Kununurra ở Tây Úc. Một lượng rất ít được bán trên thị trường đến từ phía đông nam Queensland hoặc phía bắc New South Wales, và trái cây từ các vĩ độ này thường có chất lượng thấp hơn.

## Lịch sử
Cây xoài giống ban đầu xuất hiện ở Bowen, Queensland vào cuối những năm 1880  (mặc dù quả không được mô tả chính thức cho đến những năm 1960), nơi nó được đặt tên là "Pride of Bowen" và "Bowen Special". Nó có thể được mang đến Bowen từ Ấn Độ giữa năm 1885-1889 bởi các thương nhân đang vận chuyển ngựa cho quân đội ở Ấn Độ. Bản chất đa phôi của quả cho thấy một nguồn gốc Đông Nam Á, mặc dù hình dạng và màu sắc rất giống với các giống cây Ấn Độ cho thấy có thể đây là một giống lai.
Dù nguồn gốc là gì, có một câu chuyện kể rằng một mẫu cây cụ thể đã được trao cho một nhân viên Cửa khẩu và hải quan Bowen, GE Sandrock, người đã gieo hạt giống trên đất đai của mình. Khi cây lớn lên, Sandrock chọn hạt giống của những quả tốt và chuyển chúng cho ông McDonald để trồng. Từ những đồn điền này, ông Harry Lot, một nông dân địa phương khác, đã chọn một giống đặc biệt tốt và bắt đầu vườn cây nhỏ của riêng mình trên đường Adelaide Point, gần Bowen. Trái cây kết quả đã phổ biến ở các thị trường địa phương và được đặt tên theo đất đai ban đầu: '' Kensington '. Những nông dân khác có được mẫu cây của riêng họ và trái cây lan rộng khắp vùng Bowen.
Kensington Pride được công nhận về hương vị của nó và trở thành loại xoài thương mại được trồng rộng rãi nhất ở Úc, và cho đến ngày nay  bất chấp sự ra đời của các giống khác. Nó được trồng rộng rãi ở vùng nhiệt đới và cận nhiệt đới của đất nước. Kensington Pride cũng được giới thiệu đến Hoa Kỳ tại Florida, nơi nó được bán hạn chế, và chỉ được trồng tại vườn ươm để mua về trồng tại nhà. Cây Kensington được trồng trong các bộ sưu tập của USDA tại kho tế bào mầm ở Miami, Florida, Đại học Trung tâm Nghiên cứu và Giáo dục nhiệt đới của Florida  trong Homestead, Florida, và Công viên trái cây và gia vị Miami-Dade, cũng ở Homestead.

## Miêu tả
Quả trung bình nặng khoảng 500 gram khi trưởng thành. Chúng có hình trứng và có đỉnh tròn, thường không có mũi khoằm. Màu da là màu vàng, phát triển một số chỗ màu đỏ ở vỏ. Thịt có màu vàng, với chất xơ vừa phải, và có hương vị ngọt và nồng. Quả chứa một hạt đa phôi, có nghĩa là hai cây con xuất hiện từ một hạt.

## Sản xuất
Trái cây thường chín từ giữa tháng 9 đến tháng 3 ở Úc tùy thuộc vào khu vực được trồng, nhưng được biết là chín sớm nhất vào tháng 8 ở khu vực Lãnh thổ phía Bắc. Chúng thường chín vào tháng Bảy ở Florida, Hoa Kỳ. Sản xuất trái cây Kensington được coi là có quy mô vừa và không đồng nhất ở Úc, với trái cây có khả năng kháng bệnh vừa phải. Giống này đặc biệt thất thường, với sản lượng và chất lượng trái cây thay đổi theo từng năm.
Ở Úc, mùa xoài lan dần xuống phía nam từ tháng 9 đến tháng 2. Mùa xoài bắt đầu ở Darwin và Kinda vào cuối tháng 9 và kết thúc vào đầu tháng 12. Các giống đến từ Queensland (từ các khu vực như Mareeba, Dimbulah, Townsville, Bowen và Yeppoon) xâm nhập thị trường vào khoảng thời gian này và tiếp tục duy trì trên thị trường đến tháng 1. Trong những năm 1990 và 2000, số lượng xoài đến từ Lãnh thổ phía Bắc đã tăng đáng kể.
Xoài này là một giống cây trồng có sức sống vừa phải và có thể đạt chiều cao hơn 8 mét (25 feet) nếu không được chăm sóc.